# Bandiera del Sultanato di Delhi

Possibile bandiera del Sultanato di Delhi

La bandiera del Sultanato di Delhi era composta da una bandiera bianca, con una striscia verticale nel mezzo gialla. Questa bandiera è attestata nel Libro del Conosçimiento de todos los rregnos et tierras et señorios que son por el mundo, et las señas et armas que han, un'opera anonima scritta a metà XIV secolo e il cui autore è forse un frate francescano spagnolo. L'opera descrive le bandiere di tutti gli Stati del mondo conosciuti all'epoca.
La descrizione originale della bandiera recita: E las señales d'este rey es un pendón de plata con un bastón de oro tal, cioè "L'insegna di questo re è uno stendardo d'argento con una verga d'oro". Da notare infine che nel libro la forma della bandiera non è rettangolare ma a forma di scudo francese antico.

## Ricostruzione alternativa

Ricostruzione alternativa della possibile bandiera utilizzata dal Sultanato di Delhi

Una versione alternativa della bandiera del Sultanato di Delhi viene proposta dall'Atlante catalano. Essa presenta un sfondo grigio/argento con una striscia nera verticale sulla parte sinistra del drappo. Si tratta di una ricostruzione che però ha lasciato scettici alcuni studiosi di vessillologia: la questione è tutt'altro che risolta.